# Violeta Antier

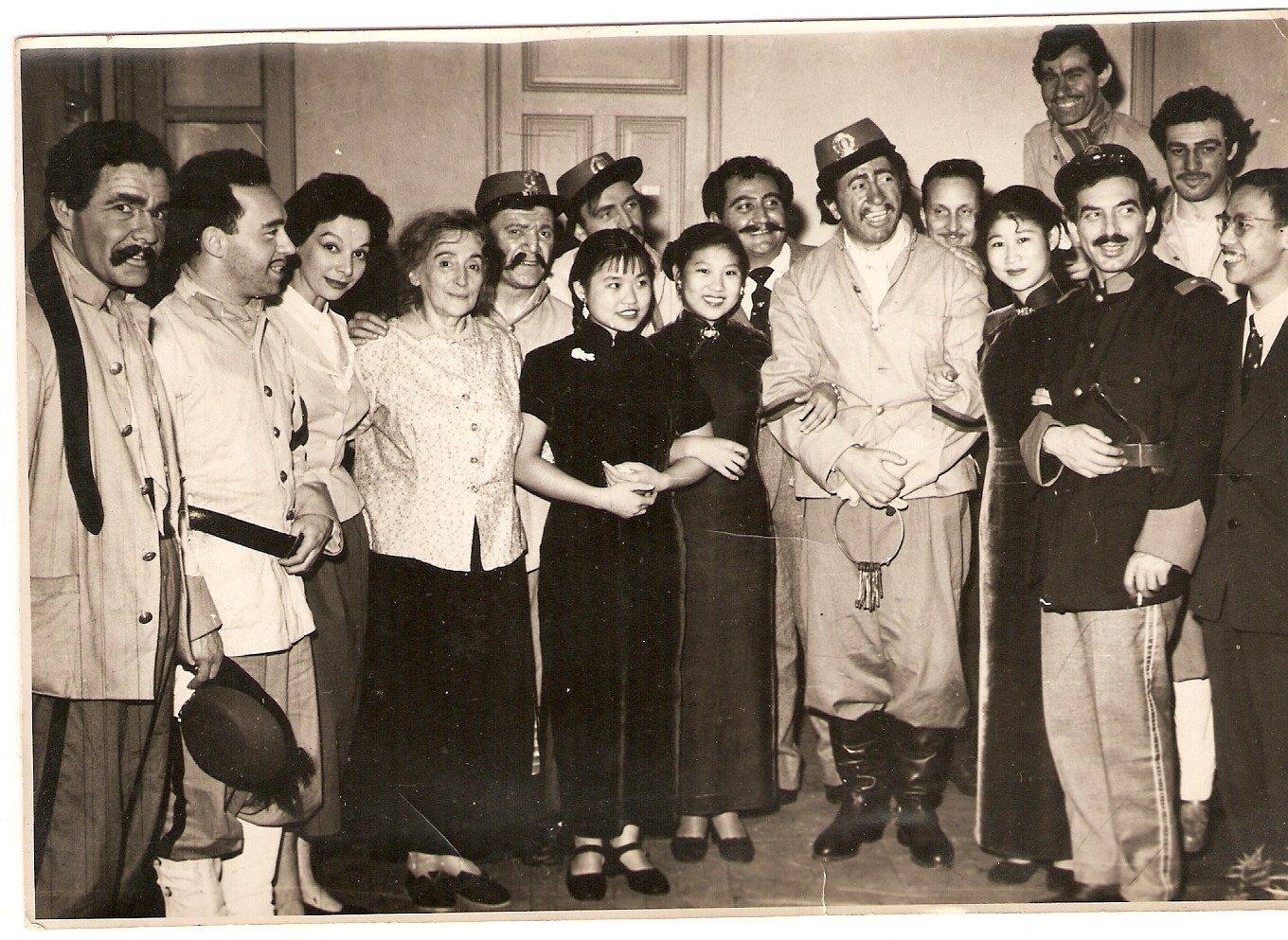
En 1956 junto a Milagros de la Vega. Antier es la tercera desde la izquierda.

Violeta Antier (Violeta Susana Vitali) (24 de marzo de 1927-13 de junio de 1970) fue una  actriz de teatro, cine, radio y televisión argentina que falleció en plena carrera a los 43 años.
Su hijo es el actor Roberto Antier (nacido en 1963).

## Teatro, radio y televisión
Entre sus trabajos teatrales más recordados figuran El malentendido de Albert Camus, junto a Margarita Xirgu, Corona de amor y muerte, de Alejandro Casona, Las mujeres sabias de Moliére en el Teatro San Martín (1964), Como gustéis de William Shakespeare, A Electra le sienta bien el luto con Milagros de la Vega e Inda Ledesma,
En 1958 actuó en televisión en la obra Rasputín junto a Narciso Ibáñez Menta. En 1959 participó del programa Historia de jóvenes  transmitido por Canal 7, que recibió el Premio Martín Fierro de ese año en el rubro telenovelas. Trabajó con Alfredo Alcón, Ernesto Bianco, Carlos Carella, Eva Dongé, Iris Marga, Alberto Argibay, Alejandra Boero, Carlos Cores, Dora Prince, Luis Medina Castro  dirigida por Osvaldo Bonet, Narciso Ibáñez Menta (en La casa de Bernarda Alba, David Stivel (Hamlet y Judith de Hebbel, ambas con Alcón) y otros. En 1965 hizo Anna Christie junto a Mecha Ortiz y Lautaro Murúa. 
Perteneció al elenco de Las dos carátulas, un programa radial con textos leídos de trascendencia universal.
Una calle del barrio de Longchamps en la Provincia de Buenos Aires lleva su nombre.

## Participación en cine
- Gente conmigo (1965) de Jorge Darnell con Norma Aleandro y Cipe Lincovsky.
- Homenaje a la hora de la siesta (1962) de Leopoldo Torre Nilsson con Alida Valli.
- El jefe (1958)
- Después del silencio (1956)
- La pícara soñadora (1956)

## Teatro
- 1957:  Aquí estoy...y aquí me quedo, con la Compañía de Paulina Singerman. Estrenada en el Teatro Apolo.[3]
- Los chismes de las mujeres

- Hombre y superhombre

- Locos de verano

- Acuérdate del ángel

- Donde la muerte clava sus banderas

- El pan blanco

- Juan de Dios, milico y paisano

- La casa de Bernarda Alba

- "...Y tal vez te besaré."

- Tal como gustéis 1962, dirigida por Alberto de Zavalía, Teatro Municipal General San Martín.

- Las mujeres sabias de Moliere en traducción de Manuel Mujica Láinez con Luis Brandoni, Irma Córdoba, Lidia Lamaison, Miguel Ligero, Carlos Muñoz, Perla Santalla, Juan Vehil, Paquita Vehil, Teatro Nacional Cervantes, 1964[4]

## Premios recibidos
Se convirtió en la primera argentina en recibir un premio internacional ya que, fue distinguida en 1961 en el Festival de Televisión de Montecarlo (Montecarlo, Mónaco) como mejor actriz de televisión por la obra grabada en 1960, Hamlet y Judith (de Hebbel). Entre las actrices nominadas se encontraban Ingrid Bergman, Katharine Hepburn y Liv Ullmann. Ganó el máximo premio del evento; La Ninfa de Oro fue entregada por el reconocido actor norteamericano (de origen ruso), Yul Brynner.